# Mnesicles (geslacht)
Mnesicles is een geslacht van rechtvleugeligen uit de familie Chorotypidae. De wetenschappelijke naam van dit geslacht is voor het eerst geldig gepubliceerd in 1878 door Stål.

## Soorten
Het geslacht Mnesicles omvat de volgende soorten:
- Mnesicles amboinensis Bolívar, 1930
- Mnesicles burgersi Bolívar, 1925
- Mnesicles crenatus Haan, 1842
- Mnesicles equatorialis Blackith, 1973
- Mnesicles luzonicus Descamps, 1974
- Mnesicles mazarredoi Bolívar, 1930
- Mnesicles modestus Stål, 1877
- Mnesicles moluccensis Bolívar, 1930
- Mnesicles saobensis Descamps, 1974
- Mnesicles trifidus Descamps, 1974
- Mnesicles truncatus Descamps, 1974